# Panagrellus redivivus
Panagrellus redivivus (con mẻ) là một loài tuyến trùng sinh sống tự do. Nó là một loài giun tròn nhỏ được dùng để làm thức ăn đầu đời cho cá mới nở, chẳng hạn như ấu trùng cá chép. Loài trùng này được dùng rộng rãi trong nuôi trồng thủy sản làm thức ăn cho nhiều loài cá và giáp xác.
P. redivivus là một trong mười ba loài Panagrellus được xác định hiện nay. Nó có đường kính khoảng 50 μm và chỉ dài hơn 1 mm, khó thấy bằng mắt thường. Sinh tồn bằng nấm men, do đó nó dễ dàng được nuôi cấy ở nhà bằng bột hồ nhão hoặc cháo đặc được cấy men. Con cái thuần thục sinh dục vào khoảng ba ngày và sinh con thay vì trứng như đa số các loài tuyến trùng khác.